# تيد كي
تيد كي (بالإنجليزية: Ted Key)‏ هو رسام كارتون وكاتب سيناريو أمريكي، ولد في 12 أغسطس 1912 في فريسنو في الولايات المتحدة، وتوفي في 3 مايو 2008 في Tredyffrin Township, Pennsylvania ‏ في الولايات المتحدة.

## وصلات خارجية
- تيد كي على موقع IMDb (الإنجليزية)
- تيد كي على موقع أول موفي (الإنجليزية)
- تيد كي على موقع قاعدة بيانات الفيلم (الإنجليزية)
- تيد كي على موقع كينوبويسك (الروسية)